# Ionikós de Néa Filadélfia
L’Ionikós de Néa Filadélfia (grec moderne : Α.Σ. Ιωνικός Νέας Φιλαδέλφειας) est un club de handball situé à Néa Filadélfia, dans la banlieue d’Athènes en Grèce.

## Palmarès
Compétitions nationales
- Championnat de Grèce (10): 1980, 1981, 1982, 1983, 1984, 1985, 1987, 1992, 1993, 1999.
- Coupe de Grèce (5): 1986, 1987, 1988, 1989, 1993.
- Supercoupe (1): 1999